# Індраварман I
Індраварман I — правитель Кхмерської імперії.

## Правління
Індраварман I значну увагу приділяв місту Харіхаралайя, столиці Кхмерської імперії. Він збудував барай Індрататака навколо острівного храму Лолей, в якому накопичувались води річки Ролуос для подальшого її постачання в місто й на рисові поля. 879 року він збудував храм Преах-Ко на пам'ять про предків, після чого запровадив культ обожнювання монархів.
До моменту його смерті 889 року кордони Кхмерської імперії на півночі розширились до Убона (Таїланд), а на півдні до Пном Байянга, найпівденнішої точки сучасної Камбоджі.